# Katsepy
Katsepy est une ville et une commune rurale (Kaominina) située dans la région de Boeny (province de Majunga), dans le nord ouest de Madagascar.

## Administration

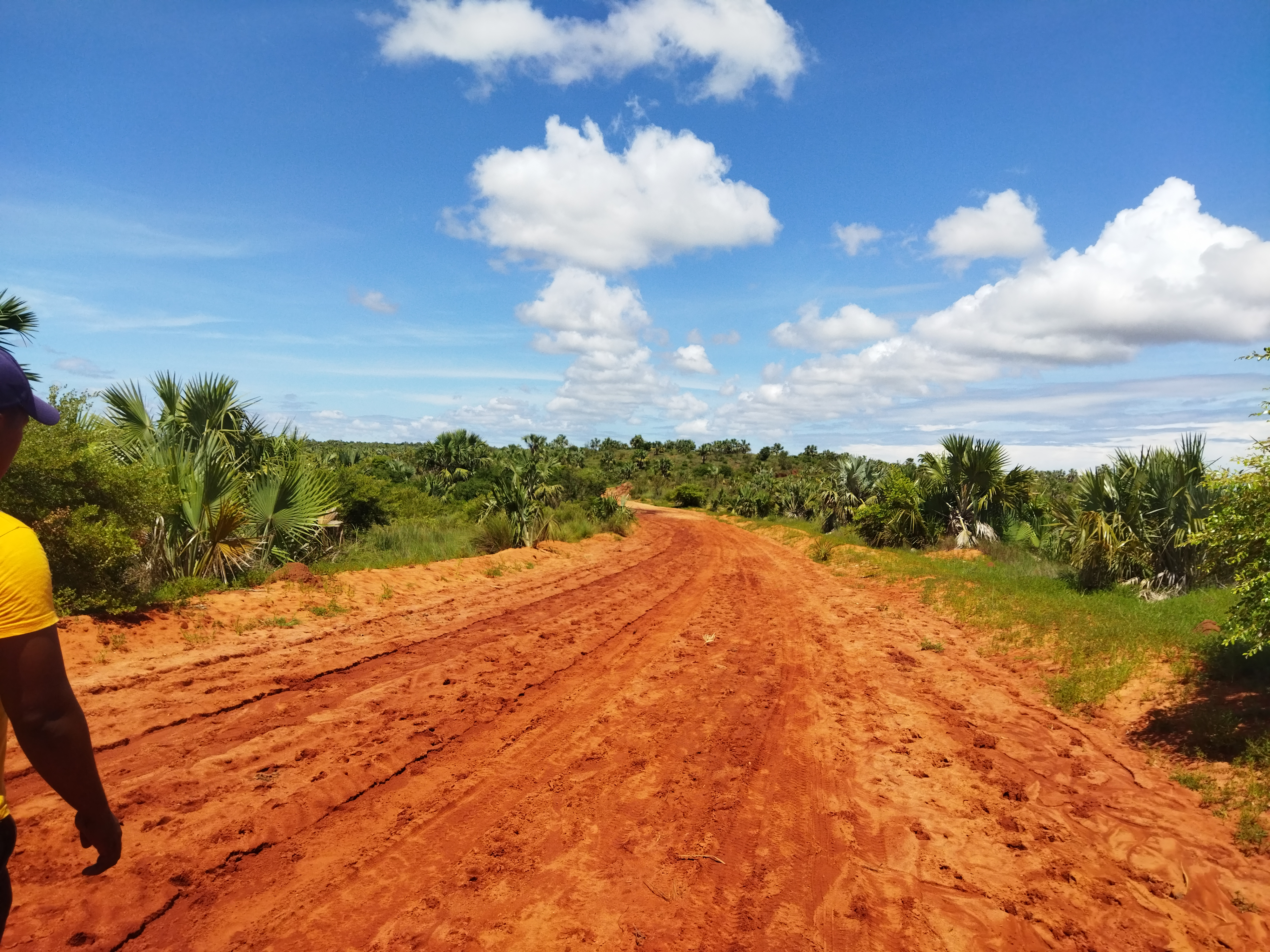
Route de Katsepy vers Mitsinjo

Elle fait partie intégrante du District de Mitsinjo. Katsepy se trouve sur la façade ouest de Mahajanga et se trouve à l'embouchure de Betsiboka et du canal de Mozambique. C'est le passage obligé de Mahajanga vers le District de Mitsinjo et de Soalala (important gisement de fer) ou vers la Région Melaky au sud. Toutefois, il faut traverser la mer pour y aller, le bac Baobab relie quotidiennement et en une heure par la mer Majunga-Ville à Katsepy. Le bac assure la jonction avec la RN19. C'est l'unique moyen de transport public vers Katsepy. Un renouvellement du bac à la suite de la donation du gouvernement Français est prévu à compter du mois novembre 2011, permettant un accès plus facile. Il y a également des locations de vedette rapide à Mahajanga.

## Histoire
Katsepy a été construit par des immigrants provenant du Moyen-Orient. Un vestige marquant une partie de son histoire existe au centre de la ville, un musée cofinancé par un promoteur d'éthanol à Katsepy, a été lancé en 2009.
Les ethnies Antalaotra, Sakalava sont les premiers habitants de Katsepy, puis d'autres ethnies sont arrivées du Sud-Est, du Centre et du Nord du pays.

## Économie et responsabilité Sociale des Entreprises (RSE)
Ethanol project :
Un des projets phares du District de Mitsinjo et de la Commune de Katsepy est le projet d'usine de production d'éthanol. Le promoteur voudrait rallier les paysans au développement de la canne à sucre qui serait alors transformée en éthanol.
RSE :
Le promoteur met en avant la réduction de la pauvreté à travers la contribution sociale de son usine.
Il offre annuellement 1 tonne de riz aux anciens combattants des guerres mondiales et aux rescapés du soulèvement du 27 mars 1947 (50000 à 100000 morts): " ceux qui ont donné leur vie pour obtenir la liberté pour les autres méritent éternellement la reconnaissance et le profond respect de ceux qui l'auront hérité et bénéficié ".
Il parraine en partie le festival SOBAYI ou SOBAYA, un des grands évènements pour les ethnies de Boeny, tous les ans vers juillet-août.
La société se dénomme Jason World Energy (JWE Ltd), elle a été agréée par l'État Malagasy via l'EDBM en tant que ZFI (Zone Franche Industrielle). Le projet en lui-même est proche de l'environnement et l'ONE (Office National pour l'Environnement) - www.pnae.mg - a délivré un permis environnemental à JWE Ltd pour son projet. Les premiers travaux de terrassement et de construction de route sont visibles par avion.
Clinique de Luxe project :
La mairie de Katsepy et des investisseurs en provenance de Russie ont établi une coentreprise en vue de construire une clinique internationale.

### Tourisme

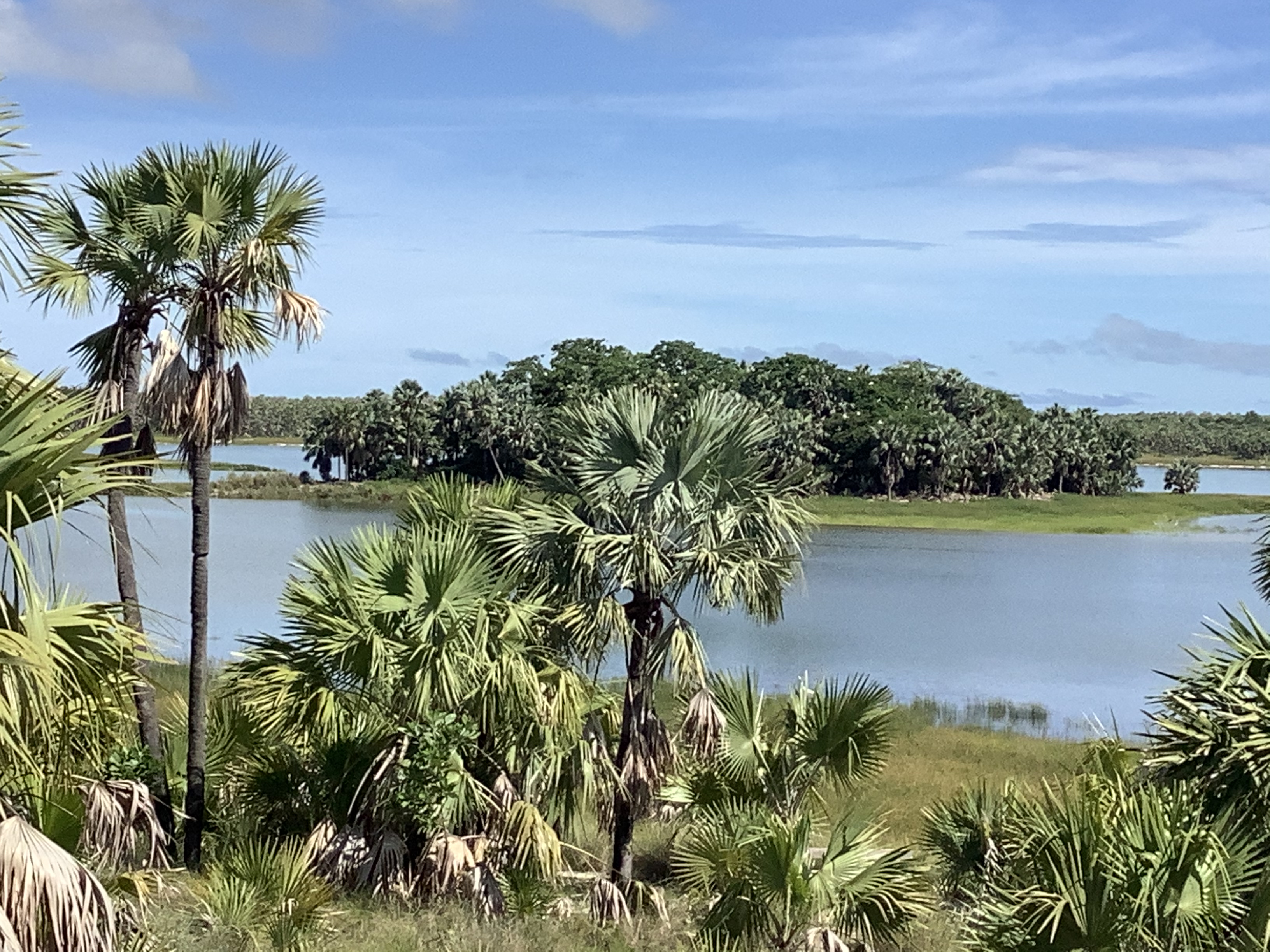
Elle est nommée site ramsar par la présence des lacs comme celui-ci.

Sur un rayon de 10 km, Katsepy présente des atouts et des potentiels : parc Atrema en cogestion avec le parc de Vincennes - on observe des lémuriens près du phare - un élevage de crocodiles, de sangliers près de la mini-forêt près du phare. Un magnifique paysage avec des "Satrana", des manguiers, faisant de Katsepy une destination à découvrir. À moins d'un kilomètre du village se trouve un hôtel avec des bungalows. Quelques restaurateurs ou gargotes peuvent vous proposer un matelas par terre pour votre passage. Au village juste en dessous du phare, vous trouverez deux bungalows et un restaurant où vous seront proposés des plats typiquement malgaches et des fruits de mer pêchés le jour même. En projet, un camping et des bungalows viendront compléter l'offre. (saison 2015). Un guide vous accompagnera dans votre visite pour découvrir la faune et la flore local mais aussi le patrimoine environnant (vestiges arabe), mine de célestite, microcèbes, boas, mangrove... 
1. ↑  (en) The Commune Census of by the Ilo program of Cornell University in collaboration with FOFIFA and INSTAT
2. ↑  MINISTERE DE L’INTERIEUR ET DE LA DECENTRALISATION, DECRET n°2015 – 592 portant classement des Communes en Communes urbaines ou en Communes rurales, Madagascar, Republique de Madagascar, 1er avril 2015, 373 p. (lire en ligne), p. 223